# Park Narodowy Îles Ehotilés
Park Narodowy Îles Ehotilés (fr. Parc national des îles Ehotilé) – park narodowy utworzony w południowo-wschodniej części republiki Wybrzeża Kości Słoniowej w 1974 roku. Obszary w parku objęto konwencją ramsarską jako Iles Ehotilé-Essouman (site no 1584) 18 października 2005 roku.

## Opis
Park Narodowy Îles Ehotilés został utworzony dekretem nr 74-179 z 25 kwietnia 1974 roku. Inicjatorami powstania parku była lokalna ludność, której zależało na ochronie historycznie ważnych dla niej miejsc.
Park obejmuje grupę 6 wysp (Assokomonobaha, Balouate, Meha, Nyamouan, Elouamin oraz Bosson Assoun) w lagunie Aby, przy jej połączeniu z Oceanem Atlantyckim. Wysokość wysp waha się od 0 do 33 m n.p.m.
W parku panuje klimat równikowy charakteryzujący się średnią roczną temperaturą 26,4 °C i wysoką wilgotnością (80%). Średnie roczne opady wahają się od 1800 do 2000 mm. Duża pora deszczowa trwa od marca do lipca, po niej następuje mała pora sucha od sierpnia do września, mała pora deszczowa jest w październiku i listopadzie, a po niej od grudnia do marca trwa duża pora sucha.
Od 2006 roku Park Narodowy Îles Ehotilés jest kandydatem do wpisania na listę światowego dziedzictwa UNESCO.

## Flora
Roślinność wysp jest bardzo zróżnicowana. Strefa przybrzeżna jest w znacznej części zdominowana przez namorzyny, natomiast wnętrza wysp są porośnięte lasem tropikalnym.

## Fauna

### Ssaki
Park jest domem dla ssaków zwykle zamieszkujących tereny leśne, takich jak dujkery (Cephalophinae) i dzikan zaroślowy (Potamochoerus larvatus). Występują tu również wydry plamoszyje (Lutra maculicollis) i wyderki białolice (Aonyx capensis). W wodach laguny spotkać można manaty afrykańskie (Trichechus senegalensis).
Na wyspie Balouate żyją nietoperze zjawy płowe (Eidolon helvum), które są uważane przez miejscową ludność za znak obecności ich przodków.

### Ptaki
Na terenie parku zarejestrowano występowanie 143 gatunków ptaków z 39 rodzin. Większość z nich to gatunki wodne, natomiast w porze suchej park odwiedzają również gatunki wędrowne. Park jest ważnym siedliskiem ptaków żyjących na terenach podmokłych i od 2005 roku jest chroniony w ramach konwencji ramsarskiej.
Występują tu gatunki ptaków takie jak: perkozek zwyczajny (Tachybaptus ruficollis), wężówka afrykańska (Anhinga rufa), kormoran etiopski (Microcarbo africanus), czapla złotawa (Bubulcus ibis), czapla modronosa (Ardeola ralloides), czapla zielonawa (Butorides striata), czapla rafowa (Egretta gularis), ślepowron zwyczajny (Nycticorax nycticorax), bocian białoszyi (Ciconia episcopus) i drzewica białolica (Dendrocygna viduata).
Z ptaków wędrownych zaobserwowano m.in. gatunki takie jak: kania czarna (Milvus migrans), łowiec szarogłowy (Halcyon leucocephala), jerzyk mały (Apus affinis), Treron australis, bielik afrykański (Haliaeetus vocifer), czapla siwa (Ardea cinerea), czapla nadobna (Egretta garzetta) i rybołów zwyczajny (Pandion haliaetus).

### Gady
Z gadów na terenie parku występują: Causus rhombeatus, kobra czarnobiała (Naja melanoleuca) oraz gatunki z rodzaju Atractaspis.